# Gryllaphonus striatipennis
Gryllaphonus striatipennis är en insektsart som beskrevs av Lucien Chopard 1951. Gryllaphonus striatipennis ingår i släktet Gryllaphonus och familjen syrsor. Inga underarter finns listade i Catalogue of Life.